# 鈴村裕輔
鈴村 裕輔（すずむら ゆうすけ、1976年7月1日 - ）は、野球史研究家、名城大学外国語学部教授、博士（学術）。

## 略歴
東京都生まれ。東京都立青山高等学校、法政大学文学部哲学科、同大学院人文科学研究科哲学専攻修士課程、同国際日本学インスティテュート社会科学研究科政治学専攻修士課程および同インスティテュート政治学研究科政治学専攻博士後期課程修了。2008年3月に法政大学より博士（学術）の学位を授与される。法政大学国際日本学研究所客員学術研究員を経て現職。
高校在学時から藤澤文洋に師事してアメリカ野球の研究を行い、1997年に『オールタイム大リーグ名選手101人』（日本スポーツ出版）にオジー・スミスの項目を担当して執筆活動を開始する。
以後、研究・執筆活動を行う傍ら、2003年には大リーグ公式ライセンスサイトMAJOR.JPにコラム「いま話題の選手たち」を連載し、2004年にはスカイパーフェクＴＶ！の大リーグ中継解説者を務めた。現在、パンチョ伊東、八木一郎の第1世代、藤澤文洋、福島良一の第2世代につづく第3世代としてメジャーリーグを題材にした活動を行い、事実上野球文化論では池井優の後継者となっている。雑誌『体育科教育』（大修館書店）でコラム「スポーツの今を知るために」などを連載している。
また日米の野球関連の話題でテレビ・ラジオに出演するほか、新聞各紙やウェブメディアなどでもコメントが取り上げれれている。
このほか、比較思想、文化研究などの分野でも論文を発表しており、宗教家・哲学者の清沢満之の研究で博士号を取得し、野球文化学会会長、アメリカ野球愛好会副代表などを務める。石橋湛山研究では長幸男、松尾尊兊らの第1世代、シャロン・ノルテ、姜克実、増田弘らの第2世代に続く第3世代の研究者として位置づけられ、石橋湛山研究学会世話人も務める。

## 著書

### 単著
- 『MLBが付けた日本人選手の値段』（講談社[プラスアルファ新書], 2005年）
- 『メジャーリーグに日本人選手が溢れる本当の理由』（青春出版社,2007年）
- 『メジャーリーガーが使いきれないほどの給料をもらえるのはなぜか?』(アスペクト,2008年)
- 『清沢満之における宗教哲学と社会』（法政大学出版局,2022年）
- 『政治家 石橋湛山－見識ある「アマチュア」の信念』（中央公論新社〈中公選書〉,2023年）

### 共著
- （アメリカ野球愛好会）『熱闘!大リーグ観戦事典』（宝島社［宝島社新書］, 2001年）
- （伊藤直樹,大東俊一）『二〇世紀の思想家たち』（梓出版社, 2004年）

### 共訳書
- （藤澤文洋）『大リーグ・スカウティングノート2000』（ザ・マサダ, 2000年）

### 論文
- 鈴村裕輔「芸術作品の範疇の変転について」『哲学年誌』第34号、法政大学大学院人文科学研究科哲学専攻、2002年、55-70頁、ISSN 02889587、CRID 1520009408449631104。
- 鈴村裕輔「博士論文にみる米加両国の日本研究の動向」『国際日本学』第3巻、法政大学国際日本学研究所、2005年3月、103-116頁、doi:10.15002/00022579、ISSN 1883-8596、CRID 1390290699807218816。
- ラドケクルト・W, 鈴村裕輔［翻訳］「日本の経済的自由主義における国家主義(ナショナリズム)と国際主義(インターナショナリズム) : 石橋湛山の場合」『国際日本学』第4巻、法政大学国際日本学研究所、2007年3月、105-135頁、doi:10.15002/00022590、ISSN 1883-8596、CRID 1390009224830459648。
- 鈴村裕輔「清沢満之における宗教と社会についての試論」『大学院紀要』第60巻、法政大学大学院、2008年3月、366-356頁、doi:10.15002/00003125、ISSN 0387-2610、CRID 1390009224829090304。
- 鈴村裕輔「日本プロ野球におけるセカンドキャリア形成の現状と課題」『ベースボーロジー= ベースボーロジー』第9号、野球文化學會、2008年5月、1-7頁、ISSN 1346-0765、CRID 1050845763759907712。
- 鈴村裕輔「石橋湛山の合理的思考と国益としての小日本主義」『国際日本学』第8巻、法政大学国際日本学研究所、2010年8月、105-122頁、doi:10.15002/00022627、ISSN 1883-8596、CRID 1390572174783931904。
- 鈴村裕輔「『東洋の理想』における岡倉覚三のアジア論の構造」『国際日本学』第10巻、法政大学国際日本学研究所、2013年3月、69-82頁、doi:10.15002/00022448、ISSN 1883-8596、CRID 1390290699801749888。
- 鈴村裕輔「英語版『東洋経済新報』の創刊と石橋湛山の役割」『国際日本学』第14巻、法政大学国際日本学研究所、2017年1月、65-75頁、doi:10.15002/00021284、ISSN 1883-8596、CRID 1390290699801426304。
- 鈴村裕輔「斎藤隆夫の政党政治擁護論 : 時事新報の特集「議会政治の本道」への寄稿論文を中心に」『国際日本学』第17巻、法政大学国際日本学研究所、2020年3月、53-74頁、doi:10.15002/00023215、ISSN 1883-8596、CRID 1390009224831313536。
- 鈴村裕輔「編集後記「編輯室より」から検討する『香港東洋経済新報』の特徴」『国際日本学』第18巻、法政大学国際日本学研究所、2021年2月、37-61頁、doi:10.15002/00023758、ISSN 1883-8596、CRID 1390572174877187328。

## 出演番組

### テレビ
- チコちゃんに叱られる!（総合テレビ） - 2018年11月2日、2019年4月19日、2021年3月26日、2023年3月31日、2025年5月9日に解説者とてVTR出演
- ひるおび（TBS） - 2024年2月21日にゲスト解説者として出演
- めざまし8（フジテレビ） - 2024年3月28日にゲスト解説者として出演
- モーニングショー （テレビ朝日） - 2024年2月16日、2月19日、2月21日にゲスト解説者として出演
- よんチャンTV （MBS） - ゲスト解説者として定期的に出演
- せやねん!（MBS） - ゲスト解説者として定期的に出演

### ラジオ
- Nらじ（ラジオ第1） - 2020年3月31日にゲスト解説者として出演
- 荻上チキ・Session (TBSラジオ) - 2024年12月2日にゲスト解説者として出演 [8]